# Gronwallsche Ungleichung
Die gronwallsche Ungleichung ist eine Ungleichung, die es erlaubt, aus der impliziten Information einer Integralungleichung explizite Schranken herzuleiten. Des Weiteren ist sie ein wichtiges Hilfsmittel zum Beweis von Existenz- und Einschließungssätzen für Lösungen von Differential- und Integralgleichungen. Sie ist nach Thomas Hakon Grönwall benannt, der sie im Jahr 1919 bewies und in einer wissenschaftlichen Veröffentlichung beschrieb.

## Formulierung
Gegeben seien ein Intervall {\displaystyle \ I:=[a,b]} sowie stetige Funktionen {\displaystyle u,\alpha :I\rightarrow \mathbb {R} } und {\displaystyle \beta :I\rightarrow [0,\infty )}. Weiter gelte die Integralungleichung
{\displaystyle u(t)\leq \alpha (t)+\int _{a}^{t}\beta (s)u(s){\rm {d}}s}
für alle {\displaystyle t\in I}. Dann gilt die gronwallsche Ungleichung
{\displaystyle u(t)\leq \alpha (t)+\int _{a}^{t}\alpha (s)\beta (s)e^{\int _{s}^{t}\beta (\sigma ){\rm {d}}\sigma }{\rm {d}}s}
für alle {\displaystyle t\in I}.
Man beachte, dass die Funktion {\displaystyle u} in der vorausgesetzten Ungleichung noch auf beiden Seiten vorkommt, in der Schlussfolgerung aber nur noch auf der linken Seite, das heißt, man erhält eine echte Abschätzung für {\displaystyle u}.

## Spezialfall
Ist {\displaystyle \alpha } monoton steigend so vereinfacht sich die Abschätzung zu
{\displaystyle u(t)\leq \alpha (t)e^{\int _{a}^{t}\beta (s){\rm {d}}s}\ .}
Insbesondere im Fall konstanter Funktionen {\displaystyle \alpha \equiv A} und {\displaystyle \beta \equiv B\geq 0} lautet die gronwallsche Ungleichung
{\displaystyle u(t)\leq A+\int _{a}^{t}ABe^{B(t-s)}{\rm {d}}s=Ae^{B(t-a)}\ .}

## Anwendungen

### Eindeutigkeitssatz für Anfangswertprobleme
Es sei {\displaystyle \mathbb {K} \in \{\mathbb {R} ,\mathbb {C} \}}, {\displaystyle G\subset \mathbb {R} \times \mathbb {K} ^{n}}, {\displaystyle (a,y_{0})\in G} und {\displaystyle F\colon G\rightarrow \mathbb {K} ^{n}} stetig sowie lokal Lipschitz-stetig bezüglich der zweiten Variablen. Dann besitzt das Anfangswertproblem {\displaystyle \ y'=F(x,y),y(a)=y_{0}} genau eine Lösung {\displaystyle y\in C^{1}([a,b);\mathbb {K} ^{n})}.

### Linear beschränkte Differentialgleichungen
Seien {\displaystyle \mathbb {K} \in \{\mathbb {R} ,\mathbb {C} \}}, {\displaystyle G\subset [a,b)\times \mathbb {K} ^{n}}, {\displaystyle (a,y_{0})\in G}, {\displaystyle b<\infty } und {\displaystyle F=F(x,y):G\rightarrow \mathbb {K} ^{n}} stetig. Weiter gebe es Funktionen {\displaystyle \alpha ,\beta \in C([a,b);[0,\infty ))\cap L^{1}([a,b))} derart, dass
{\displaystyle \|F(x,y)\|\leq \alpha (x)+\beta (x)\|y\|}
für alle {\displaystyle (x,y)\in G}. Dann ist jede Lösung {\displaystyle y} von
{\displaystyle y'=F(x,y)\ ,\ y(a)=y_{0}}
auf {\displaystyle [a,b)} beschränkt.

#### Beweis
Es gilt
{\displaystyle \|y(x)\|\leq \|y_{0}\|+\int _{a}^{x}\|F(s,y(s))\|{\rm {d}}s\leq \|y_{0}\|+\int _{a}^{x}\alpha (s){\rm {d}}s+\int _{a}^{x}\beta (s)\|y(s)\|{\rm {d}}s\ .}
Die gronwallsche Ungleichung impliziert
{\displaystyle \|y(x)\|\leq \|y_{0}\|+\int _{a}^{x}\alpha (s){\rm {d}}s+\int _{a}^{x}\left(\|y_{0}\|+\int _{a}^{s}\alpha (\sigma ){\rm {d}}\sigma \right)\beta (s)e^{\int _{s}^{x}\beta (\sigma ){\rm {d}}\sigma }{\rm {d}}s\ ,}
und daraus ergibt sich folgende Abschätzung gegen eine Konstante:
{\displaystyle \|y(x)\|\leq \|y_{0}\|+\int _{a}^{b}\alpha (s){\rm {d}}s+\int _{a}^{b}\left(\|y_{0}\|+\int _{a}^{b}\alpha (\sigma ){\rm {d}}\sigma \right)\beta (s)e^{\int _{a}^{b}\beta (\sigma ){\rm {d}}\sigma }{\rm {d}}s\ .}